# Lista de presidentes da República do Congo
O Presidente do Congo (também chamado de Congo-Brazzaville) é o chefe de Estado e chefe de governo, conforme os moldes da república presidencialista. Ele é é eleito por voto popular para um mandato de 7 anos e é elegível para um segundo mandato.

## Presidentes do Congo (1960-presente)
| №                                      | Retrato                        | Nome                                                                  | Mandato                        | Mandato                            | Partido                        | Eleição                        |
| República do Congo (1960-1969)         | República do Congo (1960-1969) | República do Congo (1960-1969)                                        | República do Congo (1960-1969) | República do Congo (1960-1969)     | República do Congo (1960-1969) | República do Congo (1960-1969) |
| -------------------------------------- | ------------------------------ | --------------------------------------------------------------------- | ------------------------------ | ---------------------------------- | ------------------------------ | ------------------------------ |
| 1                                      |                                | Fulbert Youlou (1917-1972)                                            | 15 de agosto de 1960           | 15 de agosto de 1963 (Deposto)     | UDDIA                          | 1961                           |
| 2                                      |                                | Alphonse Massamba-Débat (1921-1977)                                   | 16 de agosto de 1963           | 4 de setembro de 1968 (Deposto)    | MNR                            | 1963                           |
| -                                      |                                | Alfred Raoul (em exercício) (1938-1999)                               | 4 de setembro de 1968          | 1 de janeiro de 1969               | Militar                        | —                              |
| 3                                      |                                | Marien Ngouabi (1938-1977)                                            | 1 de janeiro de 1969           | 31 de dezembro de 1969             | Militar/PTC                    | —                              |
| República Popular do Congo (1969-1992) |                                |                                                                       |                                |                                    |                                |                                |
| 3                                      |                                | Marien Ngouabi (1938-1977)                                            | 31 de dezembro de 1969         | 18 de março de 1977                | PTC                            | 1974                           |
| -                                      |                                | Comitê Militar do PTC Joachim Yhombi-Opango (1939-2020)               | 18 de março de 1977            | 3 de abril de 1977                 | PTC                            | —                              |
| 4                                      |                                | Joachim Yhombi-Opango (1939-2020)                                     | 3 de abril de 1977             | 5 de fevereiro de 1979 (Renunciou) | PTC                            | —                              |
| -                                      |                                | Presidium do Comitê Central Jean-Pierre Thystère Tchicaya (1936-2008) | 5 de fevereiro de 1979         | 8 de fevereiro de 1979             | PTC                            | —                              |
| 5                                      |                                | Denis Sassou Nguesso (n.1943)                                         | 8 de fevereiro de 1979         | 15 de março de 1992                | PTC                            | 1979 1984 1989                 |
| República do Congo (1992-presente)     |                                |                                                                       |                                |                                    |                                |                                |
| (5)                                    |                                | Denis Sassou Nguesso (n.1943)                                         | 15 de março de 1992            | 31 de agosto de 1992               | PTC                            | —                              |
| 6                                      |                                | Pascal Lissouba (1931-2020)                                           | 31 de agosto de 1992           | 25 de outubro de 1997 (Deposto)    | UPADS                          | 1992                           |
| (5)                                    |                                | Denis Sassou Nguesso (n.1943)                                         | 25 de outubro de 1997          | Presente                           | PTC                            | 2002 2009 2016 2021            |